# La quinta offensiva
La quinta offensiva (Sutjeska) è un film del 1973 diretto da Stipe Delić.